# Mr Inbetween
Mr Inbetween ist eine australisch-US-amerikanische schwarzhumorige Krimi-Fernsehserie, die auf dem Film The Magician von Scott Ryan aus dem Jahr 2005 basiert. Ryan, der in der Filmvorlage die Hauptrolle übernahm, das Drehbuch schrieb und die Regie führte, übernahm in der Serienfassung erneut die Hauptrolle und verfasste die Drehbücher. Regie bei allen Episoden führte Nash Edgerton. Die Premiere der Serie fand in den USA am 25. September 2018 auf dem Kabelsender FX statt. Dort wurde das Serienfinale am 13. Juli 2021 gesendet. In Australien wurde die Serie erstmals am 1. Oktober 2018 auf dem Pay-TV-Sender Fox Showcase ausgestrahlt.
Im deutschsprachigen Raum fand die Erstausstrahlung der ersten Staffel vom 13. August bis zum 27. August 2021 auf dem Pay-TV-Sender Fox Channel statt. Die Erstveröffentlichung von Staffel 2 erfolgte am 20. Oktober 2021 durch Disney+ via Star, welche dort am selben Tag wie Staffel 1 hinzugefügt wurde.

## Handlung
Selbst brutale Killer möchten im Grunde ein ganz gewöhnliches Leben führen, zumindest trifft das auf Ray Shoesmith zu. Er ist im täglichen Spagat zwischen freundlichem Familienmensch und kompromisslosem Auftragskiller. Insbesondere seit der Trennung von seiner Frau Jacinta versucht Ray stets, seiner Tochter Brittany ein guter Vater zu sein. Nebenher ist Ray in einer neuen Beziehung mit seiner Freundin Ally, in welcher er versucht, vergangene Fehler nicht zu wiederholen. Und dann ist da noch sein schwerkranker Bruder Bruce, um den sich Ray fürsorglich kümmert. Gegenüber seinem Kumpel Gary zeigt sich Ray stets als guter und hilfsbereiter Freund, und auch die Anweisungen seines Chefs Freddy nimmt er geduldig entgegen, ohne groß Fragen zu stellen. Doch wenn es Ray in seinem Alltag mit unangenehmen oder sogar kriminellen Zeitgenossen zu tun bekommt, zeigt er ein anderes Gesicht. Denn dann kann er auch sehr plötzlich und dabei äußerst zupackend sowie zielstrebig reagieren und hat dabei seine ganz eigene Art, die Dinge zu regeln. Natürlich bleiben seine Aktionen für ihn selbst und seine Lieben nicht immer ohne Folgen. Und auch das stetige Wechselspiel zwischen den verschiedenen Anforderungen und Herausforderungen beider Welten sorgen dafür, dass Rays Leben nicht immer so verläuft, wie er es sich eigentlich vorgestellt und gewünscht hat.

## Besetzung und Synchronisation
Die deutschsprachige Synchronisation entstand nach den Dialogbüchern von Simon Mora, Martin C. Jelonek und Michael Egeler sowie unter der Dialogregie von Simon Mora durch die Synchronfirma FFS Film- & Fernseh-Synchron in München.

### Hauptdarsteller
| Rolle           | Schauspieler     | Hauptrolle (Folgen) | Nebenrolle (Folgen) | Synchronsprecher   |
| --------------- | ---------------- | ------------------- | ------------------- | ------------------ |
| Ray Shoesmith   | Scott Ryan       | 1.01–3.09           |                     | Oliver Mink        |
| Gary Thomas     | Justin Rosniak   | 1.01–3.09           |                     | Paul Sedlmeir      |
| Ally            | Brooke Satchwell | 1.01–2.06           | 3.03                | Angela Wiederhut   |
| Bruce Shoesmith | Nicholas Cassim  | 1.01–2.11           |                     | Pascal Breuer      |
| Brittany        | Chika Yasumura   | 1.01–3.09           |                     | Franziska Hartmann |
| Freddy          | Damon Herriman   | 1.01–3.09           |                     | Markus Pfeiffer    |

### Nebendarsteller
| Rolle           | Schauspieler        | Nebenrolle (Folgen)                         | Synchronsprecher    |
| --------------- | ------------------- | ------------------------------------------- | ------------------- |
| Jacinta         | Natalie Tran        | 1.01, 1.03–1.04, 2.05, 2.09–2.10, 3.01–3.03 | Friederike Sipp     |
| Tatiana         | Lizzie Schebesta    | 1.01–1.03, 2.02, 3.03–3.04                  | Anna Ewelina        |
| Quentin         | Jason Burrows       | 1.01, 1.03–1.04                             |                     |
| Vasilli         | Jackson Tozer       | 1.01–1.03                                   |                     |
| Nick            | Edmund Lembke-Hogan | 1.01, 1.03, 1.05                            | Oliver Scheffel     |
| Peter           | David Michôd        | 1.03–1.04, 2.01, 2.06                       | Patrick Schröder    |
| Carlo           | Scott Harrison      | 1.03–1.04, 2.01, 2.06                       | Matthias Kupfer     |
| Davros          | Firass Dirani       | 1.04, 1.06                                  | Karim El Kammouchi  |
| Dave            | Matthew Nable       | 1.05–1.06, 2.07, 2.10–2.11, 3.01–3.02, 3.09 | Ole Pfennig         |
| Michele         | Rose Riley          | 2.01, 2.09, 3.07, 3.09                      | Ilena Gwisdalla     |
| Kevin           | Eddie Baroo         | 2.02–2.03, 2.06, 2.08, 2.10                 | Thomas Albus        |
| Astrid          | Dionisia Ghio       | 2.02–2.03, 2.08                             |                     |
| Alex            | Josh McConville     | 2.02–2.03, 2.10–2.11                        | Alexander Wohnhaas  |
| Vinnie Williams | Kieran Darcy-Smith  | 2.03, 2.06–2.08                             | Kai Taschner        |
| Dirk            | Ben Oxenbould       | 2.05–2.06, 2.08                             | Andreas Borcherding |
| Bill Shoesmith  | Kenny Graham        | 2.07, 2.10, 3.03, 3.05, 3.09                | Hans-Rainer Müller  |
| Kate Hall       | Mirrah Foulkes      | 2.07–2.08                                   |                     |
| Adam Kelsey     | Sam Cotton          | 3.01–3.02                                   |                     |
| Phoebe          | Julia Savage        | 3.01, 3.05, 3.07                            |                     |
| Matty           | Jackson Heywood     | 3.01–3.02                                   |                     |
| Karen           | Tessa de Josselin   | 3.03–3.04                                   |                     |
| Adrian          | Calum Anderson      | 3.03, 3.05–3.06                             |                     |
| Rafael          | Jeremy Sims         | 3.03–3.04, 3.07–3.09                        | Mike Carl           |
| James           | Bryn Chapman Parish | 3.04, 3.07, 3.09                            |                     |
| Cullen          | Brad McMurray       | 3.07–3.09                                   |                     |
| Zoe             | Emily Barclay       | 3.07–3.08                                   |                     |

### Gastdarsteller
| Rolle          | Schauspieler        | Gastrolle (Folgen) | Synchronsprecher |
| -------------- | ------------------- | ------------------ | ---------------- |
| Luke Henson    | Josh Quong Tart     | 1.02               |                  |
| Lefty          | Benedict Hardie     | 1.06               | Tobias Kern      |
| Sam            | Daniel Amalm        | 2.03               |                  |
| Jason          | Hugo Johnstone-Burt | 2.03               |                  |
| Trent          | Nash Edgerton       | 2.05               | René Oltmanns    |
| Benny          | Clayton Jacobson    | 2.09               |                  |
| Zo             | Candice Storey      | 2.09               | Tatjana Pokorny  |
| Graham         | Ian Roberts         | 3.01               | Gudo Hoegel      |
| Meaghan Clarke | Justine Clarke      | 3.06               | Sonja Reichelt   |
| Kenny          | Daniel Henshall     | 3.06               | Dirk Meyer       |

## Episodenliste

### Staffel 1
| Nr. (ges.) | Nr. (St.) | Deutscher Titel                      | Originaltitel                  | Erstausstrahlung (FX) | Deutschsprachige Erstausstrahlung (FOX Channel) | Regie         | Drehbuch   |
| ---------- | --------- | ------------------------------------ | ------------------------------ | --------------------- | ----------------------------------------------- | ------------- | ---------- |
| 1          | 1         | Der Pipi-Mann                        | Pee Pee Guy                    | 25. Sep. 2018         | 13. Aug. 2021                                   | Nash Edgerton | Scott Ryan |
| 2          | 2         | Einhörner kennen den Namen von allen | Unicorns Know Everybody’s Name | 25. Sep. 2018         | 13. Aug. 2021                                   | Nash Edgerton | Scott Ryan |
| 3          | 3         | Captain Offensichtlich               | Captain Obvious                | 2. Okt. 2018          | 20. Aug. 2021                                   | Nash Edgerton | Scott Ryan |
| 4          | 4         | Im Namen der Gesellschaft            | On Behalf of Society           | 2. Okt. 2018          | 20. Aug. 2021                                   | Nash Edgerton | Scott Ryan |
| 5          | 5         | Harter Arbeiter                      | Hard Worker                    | 9. Okt. 2018          | 27. Aug. 2021                                   | Nash Edgerton | Scott Ryan |
| 6          | 6         | Deine Mutter …                       | Your Mum’s Got a Strongbox     | 9. Okt. 2018          | 27. Aug. 2021                                   | Nash Edgerton | Scott Ryan |

### Staffel 2
| Nr. (ges.) | Nr. (St.) | Deutscher Titel                       | Originaltitel              | Erstausstrahlung (FX) | Deutschsprachige Erstveröffentlichung (Disney+) | Regie         | Drehbuch   |
| ---------- | --------- | ------------------------------------- | -------------------------- | --------------------- | ----------------------------------------------- | ------------- | ---------- |
| 7          | 1         | Hättest abklopfen müssen              | Shoulda Tapped             | 12. Sep. 2019         | 20. Okt. 2021                                   | Nash Edgerton | Scott Ryan |
| 8          | 2         | Seien Sie mal kein Arsch              | Don’t be a Dickhead        | 19. Sep. 2019         | 20. Okt. 2021                                   | Nash Edgerton | Scott Ryan |
| 9          | 3         | Ich komme aus deinen Eiern?           | I Came from Your Balls?    | 26. Sep. 2019         | 20. Okt. 2021                                   | Nash Edgerton | Scott Ryan |
| 10         | 4         | Monster                               | Monsters                   | 3. Okt. 2019          | 20. Okt. 2021                                   | Nash Edgerton | Scott Ryan |
| 11         | 5         | Scheiß Kitsch                         | Can’t Save You             | 10. Okt. 2019         | 20. Okt. 2021                                   | Nash Edgerton | Scott Ryan |
| 12         | 6         | Gute und böse Gewalt                  | Let Me Stop You There      | 17. Okt. 2019         | 20. Okt. 2021                                   | Nash Edgerton | Scott Ryan |
| 13         | 7         | Calamari sind Tintenfische            | Watch Out for Snakes       | 24. Okt. 2019         | 20. Okt. 2021                                   | Nash Edgerton | Scott Ryan |
| 14         | 8         | Ich seh dich in deinen Träumen wieder | See You In Your Dreams     | 31. Okt. 2019         | 20. Okt. 2021                                   | Nash Edgerton | Scott Ryan |
| 15         | 9         | Socken sind wichtig                   | Socks Are Important        | 7. Nov. 2019          | 20. Okt. 2021                                   | Nash Edgerton | Scott Ryan |
| 16         | 10        | Schönes Gesicht                       | Nice Face                  | 14. Nov. 2019         | 20. Okt. 2021                                   | Nash Edgerton | Scott Ryan |
| 17         | 11        | Roste da, und lass mich sterben       | There Rust, and Let Me Die | 21. Nov. 2019         | 20. Okt. 2021                                   | Nash Edgerton | Scott Ryan |

### Staffel 3
| Nr. (ges.) | Nr. (St.) | Deutscher Titel             | Originaltitel         | Erstausstrahlung (FX) | Deutschsprachige Erstveröffentlichung (Disney+) | Regie         | Drehbuch   |
| ---------- | --------- | --------------------------- | --------------------- | --------------------- | ----------------------------------------------- | ------------- | ---------- |
| 18         | 1         | Hätte, hätte, Fahrradkette  | Coulda Shoulda        | 25. Mai 2021          | 27. Juli 2022                                   | Nash Edgerton | Scott Ryan |
| 19         | 2         | Champ                       | Champ                 | 25. Mai 2021          | 27. Juli 2022                                   | Nash Edgerton | Scott Ryan |
| 20         | 3         | Veränderungen               | All I Ever Wanted     | 1. Juni 2021          | 27. Juli 2022                                   | Nash Edgerton | Scott Ryan |
| 21         | 4         | Lass den Scheiß, Prinzessin | Cut the Crap Princess | 8. Juni 2021          | 27. Juli 2022                                   | Nash Edgerton | Scott Ryan |
| 22         | 5         | Bevor ich in den Krieg zog  | Before I Went to War  | 15. Juni 2021         | 27. Juli 2022                                   | Nash Edgerton | Scott Ryan |
| 23         | 6         | Ray wer?                    | Ray Who?              | 22. Juni 2021         | 27. Juli 2022                                   | Nash Edgerton | Scott Ryan |
| 24         | 7         | Ruf mich an                 | I’m Your Girl         | 29. Juni 2021         | 27. Juli 2022                                   | Nash Edgerton | Scott Ryan |
| 25         | 8         | Wir sehen uns bald          | I’ll See You Soon     | 6. Juli 2021          | 27. Juli 2022                                   | Nash Edgerton | Scott Ryan |
| 26         | 9         | Abrechnungen                | I’m Not Leaving       | 13. Juli 2021         | 27. Juli 2022                                   | Nash Edgerton | Scott Ryan |

## Kritiken
„Warum soll ein Killer nicht killekille mit seinem Hund machen? Weshalb sollte er den in seiner Dusche gestrandeten Marienkäfer nicht retten? Und wieso sollte ihn das Lächeln seiner Tochter nicht zum glücklichsten Menschen der Welt machen? Freilich ist Ray beruflich völlig unharmonisch. Ist er im Job, dann wird nach allen Regeln der Mordkunst gestorben. Wie der harte und der zarte Ray miteinander klarkommen, erzählt die australische Serie „Mr. Inbetween“.“

„„Mr. Inbetween“ ist eine Serie über die Überforderung eines Mannes. Und sie ist lustig trotz aller brutaler Szenen, die wirklich nicht selten sind. [...] Die Fallhöhe zwischen den Alltagsproblemen von Ray Shoesmith und seinem Killerdasein im Milieu des organisierten Verbrechens sorgt immer wieder für komische Momente, vor allem Rays Hilfsbereitschaft Freunden gegenüber birgt enormes Humorpotenzial, ist aber auch Keimzelle für neue Gewalt.“

„Die Nuance zwischen Düsterheit und Humor stimmt und gleitet nie ins Lächerliche oder Übertriebene ab. Die Gewaltdarstellung ist genauso realistisch, wie der Humor passend ist.“

„Wir folgen dem Alltag von Profikiller Ray. „Keine Frauen, keine Kinder“ ist eine der Leitlinien für seinen durchwegs blutigen Job, der auch sonst von einem zwar brachialen, aber in sich konsistenten Ehrenkodex durchzogen ist. Nebenher versucht Ray seiner heranwachsenden Tochter ein guter Vater zu sein, kümmert sich um seinen schwerkranken Bruder und versucht in Therapiesitzungen seine Wutausbrüche unter Kontrolle zu bringen. Ein Hauch von „Fargo“ weht durch die eintönigen Vororte Sydneys, wenn mit trockenem bis bösem Humor und gewalttätigem Pragmatismus gemordet, gefoltert und geraubt wird. [...] Beiläufige Brutalitäten und emotionale Momente wechseln, und wir sympathisieren immer stärker mit einem Mann, der von der ersten Minute an als Monster gezeichnet wird. Ein Monster, das andere Monster tötet und sich dabei rührend um seine Liebsten kümmert, während er mit den Dämonen aus der Vergangenheit ringt.“